# اگونسیلو، باتانگاس
اگونسیلو، باتانگاس (به لاتین: Agoncillo, Batangas) یک سکونتگاه مسکونی در فیلیپین است که در باتانگا واقع شده‌است.

## خصوصیات
اگونسیلو ۴۹٫۹۶ کیلومترمربع مساحت و ۳۵٬۷۹۴ نفر جمعیت دارد.